# NTUC 페어프라이스
NTUC 페어프라이스(NTUC FairPrice)는 싱가포르에서 가장 큰 슈퍼마켓 체인이다. 이 슈퍼마켓은 전국노동조합의회 (NTUC)의 협동조합으로, 싱가포르 전체에 100개가 넘는 슈퍼마켓을 보유하고 있으며, 싱가포르 전체에 160개가 넘는 치어스 편의점 매장이 있다.